# 朝鮮半島の河川の一覧
朝鮮半島の河川の一覧（ちょうせんはんとうのかせんのいちらん）は、朝鮮半島を流れる主な河川の一覧。
このページでは、大韓民国（韓国）を流れる河川の一覧と、朝鮮民主主義人民共和国（北朝鮮）を流れる河川の一覧の解説を兼ねるものとする。

## 大韓民国の河川一覧

### 国家河川

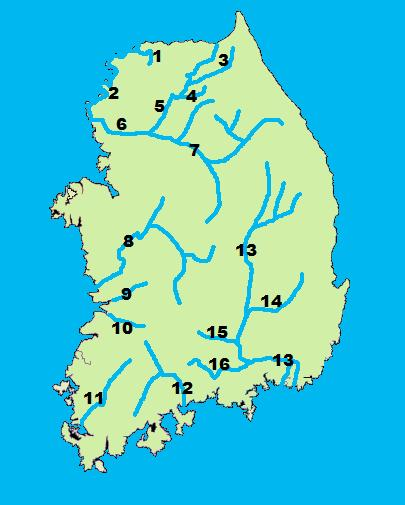
韓国の主要河川。図の番号は表の番号に対応。

|    | 河川名 | カナ表記       | ハングル表記 | 延長    | 備考 |
| -- | ------ | -------------- | ------------ | ------- | --- |
| 1  | 漢灘江 | ハンタンガン   | 한탄강       | 136km   | 臨津江支流。                                                                                                   |
| 2  | 臨津江 | イムジンガン   | 임진강       | 273km   | 北朝鮮にまたがって流れる。この川で、文禄の役のときに、豊臣秀吉の軍と李氏朝鮮の争いである臨津江の戦いが起きた。 |
| 3  | 昭陽江 | ソヤンガン     | 소양강       |         | 北漢江支流。                                                                                                   |
| 4  | 洪川江 | ホンチョンガン | 홍천강       |         | |
| 5  | 北漢江 | プクハンガン   | 북한강       | 482km   | 北朝鮮にまたがって流れる。                                                                                     |
| 6  | 漢江   | ハンガン       | 한강         | 497.5km | 南漢江をあわせた延長。                                                                                         |
| 7  | 南漢江 | ナムハンガン   | 남한강       |         | |
| 8  | 錦江   | クムガン       | 금강         | 327km   | |
| 9  | 万頃江 | マンギョンガン | 만경강       | 98㎞    | |
| 10 | 東津江 | トンジンガン   | 동진강       | 51㎞    | |
| 11 | 栄山江 | ヨンサンガン   | 영산강       | 116km   | |
| 12 | 蟾津江 | ソムジンガン   | 섬진강       | 212km   | |
| 13 | 洛東江 | ナクトンガン   | 낙동강       | 525km   | |
| 14 | 琴湖江 | クムホガン     | 금호강       | 116km   | 洛東江支流。                                                                                                   |
| 15 | 黄江   | ファンガン     | 황강         | 111km   | 洛東江支流。                                                                                                   |
| 16 | 南江   | ナムガン       | 남강         | 193.7km | 洛東江支流。                                                                                                   |

### 国家河川の支流

#### 漢江支流
- 安養川（アニャンチョン）（英語版、朝鮮語版）
  - 道林川（トリムチョン）（英語版、朝鮮語版）
  - 鶴儀川（ハグィチョン）
- 中浪川（チュンナンチョン）（英語版、朝鮮語版）
  - 清渓川（チョンゲチョン）
- 炭川（タンチョン）
  - 良才川（ヤンジェチョン）
  - 盆唐川（ブンダンチョン）
- 東江（トンガン）（英語版、朝鮮語版）

#### 洛東江支流
- 密陽江（ミリャンガン）（英語版、朝鮮語版）
- 潁江（ヨンガン）（英語版、朝鮮語版）

#### 琴湖江支流
- 新川（シンチョン）（英語版、朝鮮語版）

### その他の単独水系
- 太和江（テファガン）（英語版、朝鮮語版）
- 兄山江（ヒョンサンガン）
- 挿橋川（サプキョチョン）
  - 曲橋川（コクキョチョン）
  - 無限川（ムハンチョン）

## 朝鮮民主主義人民共和国の河川一覧

### 主要河川
|   | 河川名 | カナ表記         | ハングル表記 | 延長    | 備考 |
| - | ------ | ---------------- | ------------ | ------- | --- |
| 1 | 鴨緑江 | アムロッカン     | 압록강       | 790km   | 中国との国境。この川の上流は白頭山にある。                                                                   |
| 2 | 豆満江 | トゥマンガン     | 두만강       | 521km   | 中国、ロシアとの国境。この川の上流は鴨緑江と同じ。                                                           |
| 3 | 大同江 | テドンガン       | 대동강       | 450.3km | |
| 4 | 清川江 | チョンチョンガン | 청천강       | 217km   | |
| 5 | 北漢江 | プクハンガン     | 북한강       | 482km   | 韓国にまたがって流れる。                                                                                     |
| 6 | 臨津江 | イムジンガン     | 임진강       | 273km   | 韓国にまたがって流れる。この川で、文禄の役のときに、豊臣秀吉の軍と李氏朝鮮の争いである臨津江の戦いが起きた。 |

### 主要河川の支流

#### 鴨緑江支流
- 長津江（チャンジンガン）
  - 赴戦江（プジョンガン）
- 禿魯江（トクロガン）

#### 豆満江支流
- 西頭水

#### 大同江支流
- 瑞興江（ソフンガン、서흥강）
  - 銀波川（ウンパチョン）
- 普通江（ポトンガン）

### その他の単独水系 (黄海)
- 礼成江 (イェソンガン)

### その他の単独水系 (日本海)
- 南大川 (ナムテチョン)（中国語版）
- 北大川 (プクテチョン)
- 成川江 (ソンチョンガン)

### 松花江支流
- 三道白河
- 白頭川